# 후쿠하마촌
후쿠하마촌(福浜村)은 오카야마현 미쓰군에 있던 촌이다. 현재의 오카야마시에 해당한다.

## 역사
- 1889년 6월 1일 - 정촌제 시행에 의해 미노군 후쿠하마촌이 성립하였다.
- 1900년 4월 1일 - 쓰다카군과 합병해 미쓰군이 되었다.
- 1931년 4월 1일 - 오카야마시에 편입, 동일 후쿠하마촌은 폐지되었다.

## 참고문헌
- 福浜村, 편집. (1927년 12월 20일). 《福浜村誌》. 福浜村: 福浜村. doi:10.11501/1170611. OCLC 673323242. 다음 글자 무시됨: ‘和書 ’ (도움말);
- 岡山県, 편집. (1960년 4월 1일). 《岡山県市町村合併誌》 総編. 岡山: 岡山県. doi:10.11501/3030504. OCLC 674448544. 다음 글자 무시됨: ‘和書 ’ (도움말);
- 岡山県, 편집. (1960년 4월 1일). 《岡山県市町村合併誌》 市町村編. 岡山: 岡山県. doi:10.11501/3025038. OCLC 674135874. 다음 글자 무시됨: ‘和書 ’ (도움말);
- 岡山市史編集委員会, 편집. (1964년 11월 10일). 《岡山市史》 政治編. 岡山: 岡山市役所. doi:10.11501/2991702. OCLC 672570894. 다음 글자 무시됨: ‘和書 ’ (도움말);
- 角川日本地名大辞典編纂委員会, 편집. (1989년 7월 8일). 《角川日本地名大辞典》 33. 東京: 角川書店. doi:10.11501/12288356. ISBN 978-4-04-001330-5. OCLC 673246624. 다음 글자 무시됨: ‘和書 ’ (도움말);
- 地名情報資料室, 편집. (1990년 9월 1일). 《市町村名変遷辞典》. 東京: 東京堂出版. doi:10.11501/12760487. ISBN 978-4-490-10280-2. OCLC 673338495. 다음 글자 무시됨: ‘和書 ’ (도움말);